# ソラスルホン
ソラスルホン（英：Solasulfone）は、親化合物sulphetroneから開発されたハンセン病治療薬である 。1930年代から1940年代に、結核やその他のさまざまな感染症治療のための抗菌剤として初めて記載・評価され、その後ハンセン病の治療にも有効であることが判明した。